# Kriechbaumerella gibsoni
Kriechbaumerella gibsoni är en stekelart som beskrevs av T.C. Narendran 1989. Kriechbaumerella gibsoni ingår i släktet Kriechbaumerella och familjen bredlårsteklar. Inga underarter finns listade i Catalogue of Life.